# خانه آراسته
منزل آراسته مربوط به دوره قاجار است و در بیرجند، خیابان شهید منتظری، کوچه پست قدیم، جنب مسجد واقع شده و این اثر در تاریخ ۱۱ مرداد ۱۳۷۶ با شمارهٔ ثبت ۱۸۹۱ به‌عنوان یکی از آثار ملی ایران به ثبت رسیده است.